# Арташенская равнина
Арташе́нская равни́на — равнина в южной части Армении, в области Сюник, к юго-востоку от города Горис. Равнина расположена на высоте 1400—1500 метров над уровнем моря, площадь составляет около 6 км². Поле засеяно зерновыми. На равнине расположено село Арташен. Ближайшая равнина — Шинуайрское плато.